# Свети Спас (Црешево)
„Свети Спас“ или „Възнесение Христово“ (на македонска литературна норма: „Свети Спас“) е българска възрожденска православна църква в скопското село Црешево, Северна Македония. Църквата е под управлението на Скопската епархия на Македонската православна църква.

## История
Църквата е построена в 1850 година. Иконите на иностаса са от 1854 година, дело на известния български иконописец Дичо Зограф. Иконописният ансамбъл на този храм, заедно с тези в „Свети Георги“ в Баняне и „Свети Никола“ в Глуово, е един от най-хубавите и най-богатите от Дичовото творчество в Скопско. Негови са петте престолни икони: на Исус Христос Вседържител, подписана и датирана 1854, на Богородица с Христос, подписана и даттирана 6 ноември 1854 г., на Свети Йоан Предтеча, неподписана, на Свети Димитър, датирана 1854 и на Света Петка, подписана и датирана 1854 г. Изписна и царските двери и олтарната врата от протезиса със сцената „Архангел Михаил взема душата на богатия“. На върха вратата на отворен свитък е изписан тропар и има подпис и дата 1854, в долния дял на вратата също има Дичовите инициали, годината и имената на дарителите. Негови дела се и 15-те икони с апостолите и Дейсиса, 10-те празнични икони и кръстът над иконостаса с Христовото Разпятие, Богородица и Йоан Кръстител. Макар и неподписани съдейки по стила и типа светци, Дичо изписва и малките целувателни икони от иконостаса.
В 1872 година в храма работи Евгений Попкузманов.
В XX век църквата е изписана от Димитър Папрадишки.